# Mark Rakita
Mark Siemionowicz Rakita (ros. Марк Семёнович Ракита; ur. 22 lipca 1938 w Moskwie) – radziecki szablista pochodzenia żydowskiego, czterokrotny medalista olimpijski i wielokrotny medalista mistrzostw świata.
Treningi rozpoczął w wieku 14 lat.
Na igrzyskach olimpijskich w Tokio w 1964 roku reprezentacja ZSRR w składzie: Umiar Mawlichanow, Mark Rakita, Jakow Rylski, Boris Mielnikow i Nugzar Asatiani zdobyła drużynowo złoty medal. W turnieju indywidualnym był dziewiąty. Na rozgrywanych cztery lata później igrzyskach olimpijskich w Meksyku wspólnie z Umiarem Mawlichanowem, Władimirem Nazłymowem, Wiktorem Sidiakiem i Eduardem Winokurowem ponownie zdobył złoty medal drużynowo. W zawodach indywidualnych zdobył srebrny medal, w rundzie finałowej przegrywając walkę o złoty medal z Polakiem Jerzym Pawłowskim 4:5. Brał także udział w igrzyskach olimpijskich w Monachium w 1972 roku, wraz z kolegami z reprezentacji zdobywając srebrny medal w zawodach drużynowych. W zawodach indywidualnych odpadł w pierwszej rundzie.
Podczas mistrzostw świata w Buenos Aires w 1962 roku razem z Umiarem Mawlichanowem, Nugzarem Asatianim, Lwem Kuzniecowem, Jakowem Rylskim i Walerijem Żytnym zajął trzecie miejsce w zawodach drużynowych. W tej samej konkurencji zdobywał następnie złote medale na mistrzostwach świata w Paryżu (1965), mistrzostwach świata w Montrealu (1967), mistrzostwach świata w Hawanie (1969), mistrzostwach świata w Ankarze (1970) i mistrzostwach świata w Wiedniu (1971) oraz srebrne na mistrzostwach świata w Gdańsku (1963) i mistrzostwach świata w Moskwie (1966). Ponadto zdobył dwa medale w turniejach indywidualnych: złoty na MŚ 1967 oraz srebrny na MŚ 1970 (za Węgrem Tiborem Pézsą).
Odznaczony orderem „Znak Honoru” i medalem „Za pracowniczą dzielność”. Po zakończeniu kariery pracował jako trener. Prowadził reprezentację ZSRR na IO 1976, IO 1980 i IO 1988. Był też międzynarodowym sędzią i członkiem Rosyjskiej Federacji Szermierki.

## Starty olimpijskie
Tokio 1964
- szabla drużynowo – złoto

Meksyk 1968
- szabla drużynowo – złoto
- szabla indywidualnie – srebro

Monachium 1972
- szabla drużynowo – srebro